# Дэйк, Кайл
Кайл Дуглас Дэйк (англ. Kyle Douglas Dake; род. 25 февраля 1991 года, Итака, Нью-Йорк, США) — американский борец вольного стиля, четырёхкратный чемпион мира, двукратный призёр Олимпийских игр. Является третьим в истории борцом, кому удалось стать четырехкратным победителем Национальной ассоциации студенческого спорта.

## Биография
Как профессиональный борец Кайл Дэйк начал свое становление, выступая за университет Корнелла. В период между 2010 и 2013 годами стал четырехкратным победителем соревнований, проводимых под эгидой Национальной ассоциации студенческого спорта (NCAA), что до него удавалось лишь двум борцам. В отличие от других четырехкратных чемпионов NCAA, Дэйк завоевал все четыре награды в разных весовых категориях. Удостоен трофея Дэна Ходжа как наиболее перспективный и выдающийся молодой борец в 2013 году.
Несмотря на то, что в Соединенных Штатах Кайл является весьма известным борцом, пробиться на престижные международные соревнования ему не удавалось - он становился вторым в отборах в национальную команду на чемпионаты мира в 2013, 2015, и 2017 годов, а также в отборе на Олимпиаду 2016 года.
Мировая известность пришла к Дэйлу лишь в 2018 году после попадания в состав национальной сборной США и успешного участия в мировом первенстве, где он сразу смог завоевать золото в весовой категории до 79 килограмм.
На чемпионате мира 2019 года Дейк сумел повторить свой прошлогодний успех и снова завоевал золото в весовой категории до 79 килограмм.
В 2021 году победил на Панамериканском чемпионате в Гватемале в весовой категории до 74 килограмм. На чемпионате мира, который проходил в октябре в норвежской столице, стал чемпионом мира в весовой категории до 74 кг. В финале поборол словацкого борца Таймураза Салказанова.
В 2022 году, выступая в весовой категории до 74 кг, завоевал золотые медали на Панамериканском чемпионате в Акапулько и на чемпионате мира в Белграде. В финале мирового первенства снова победил Таймураза Салказанова.
В 2023 году, выступая в весовой категории до 74 кг, завоевал золотую медаль на Панамериканском чемпионате в Буэнос-Айресе.

## Достижения
- Панамериканский чемпионат по борьбе (Буэнос-Айрес, 2023);
- Чемпионат мира по борьбе (Белград, 2022);
- Панамериканский чемпионат по борьбе (Акапулько, 2022);
- Чемпионат мира по борьбе (Осло, 2021);
- Панамериканский чемпионат по борьбе (Гватемала, 2021);
- Чемпионат мира по борьбе (Нур-Султан, 2019);
- Чемпионат мира по борьбе (Будапешт, 2018);
- Турнир «Яшар Догу» (Стамбул, 2018);
- Турнир «Иван Ярыгин» (Красноярск, 2018);
- Гран-при Парижа (Париж, 2017);
- Турнир «Гранма – Сьера Пеладо» (Гавана, 2014);
- Национальная ассоциация студенческого спорта (I дивизион) (2013);
- Национальная ассоциация студенческого спорта (I дивизион) (2012);
- Национальная ассоциация студенческого спорта (I дивизион) (2011);
- Национальная ассоциация студенческого спорта (I дивизион) (2010).